# 미스 유니버스 2008

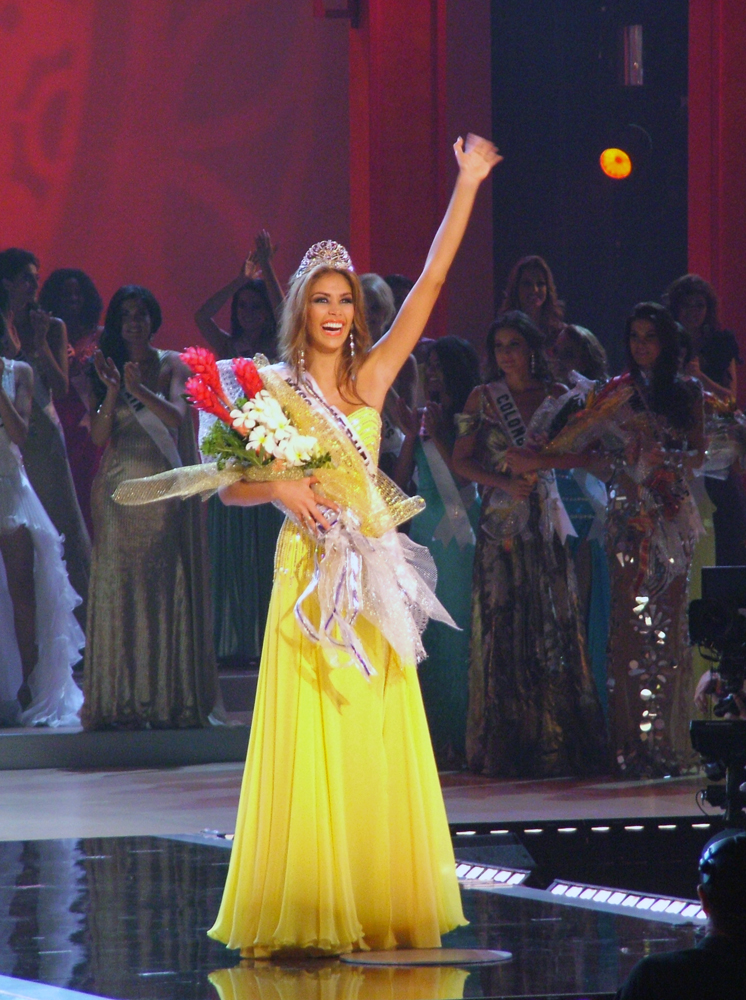
다야나 멘도사

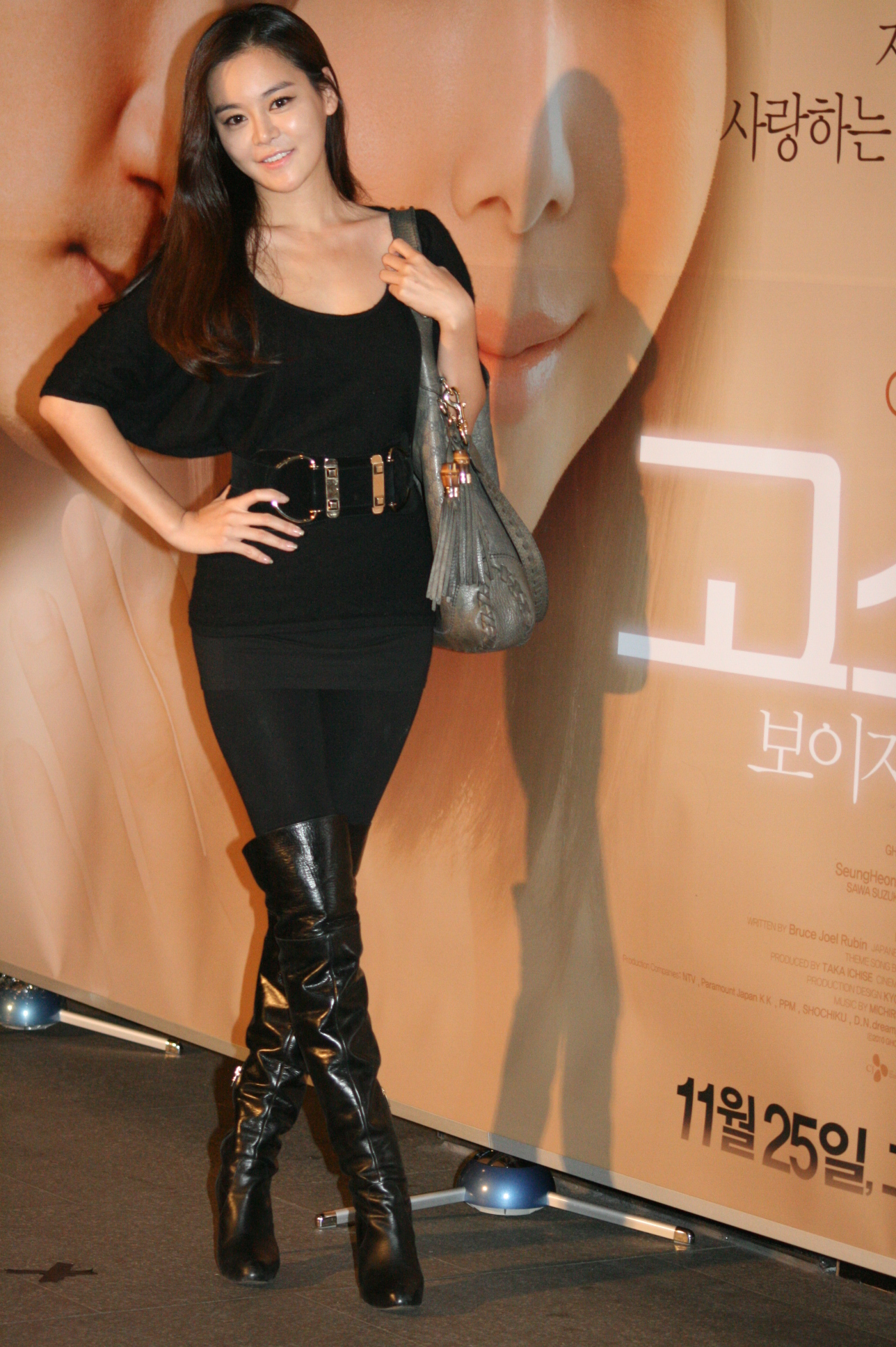
이지선

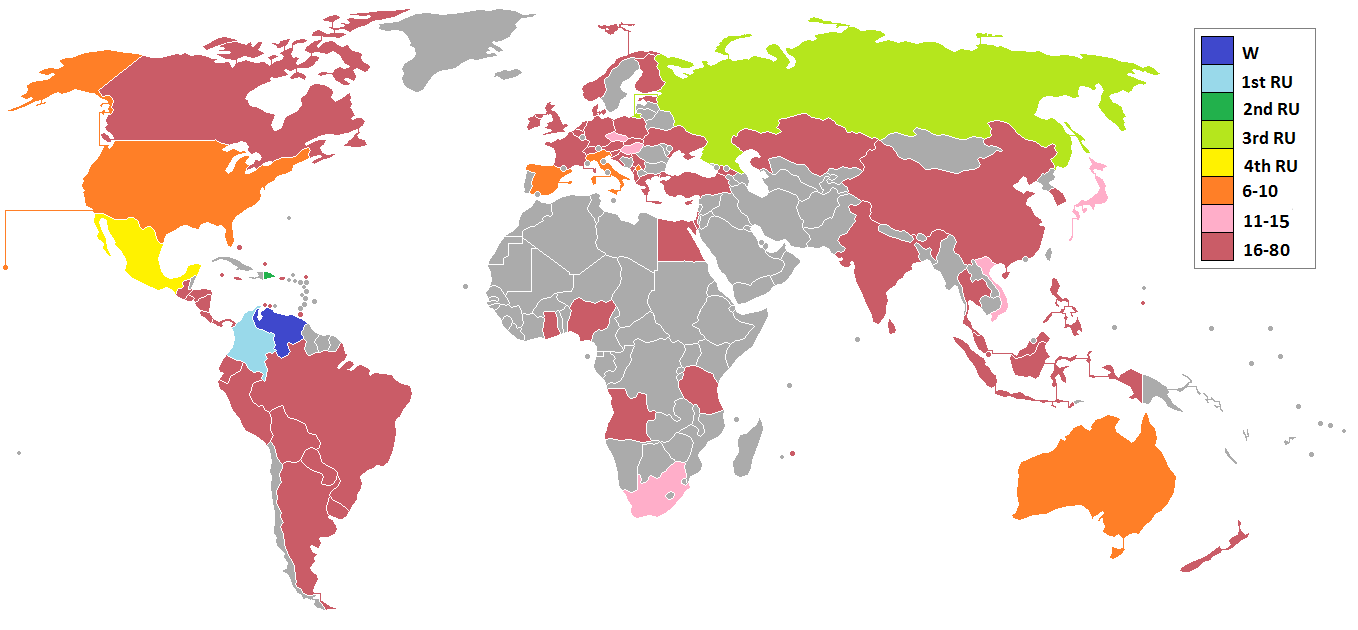
미스 유니버스 2008 순위

제 57회 미스 유니버스 2008대회는 2008년 7월 14일 베트남 냐짱 다이아몬드 베이 리조트 크라운 센트럴 컨벤션센터 문화의전당에서 개최되었으며, 사회는 미국의 유명한 쇼 호스트인 제리 스프링거와 스파이스 걸스의 전 멤버였던 멜라니 브라운이 맡으며, 80개국의 참가자가 경쟁을 벌였다.
미스 유니버스 2008의 티아라는 CAO사가 만든 스페셜 에디션으로 올해 우승자에게만 씌여졌다. CAO사의 티아라는, 12만불의 가치를 가지며 꼬냑 다이아몬드, 18k 금으로 이루어져있다. 그렇지만 미스 유니버스 2008 우승자인 다야나 멘도사는 2002년부터 2007년까지 씌여졌던 미키모토 왕관을 다시 쓰고 있었으며, 많은 사람들이 그 이유를 궁금해 하고 있으나 정확한 이유는 알려지지 않았다. 미스 이집트 야라 나오움은 백스테이지에서 미스 유니버스 2007인 모리 리요의 뺨을 때려 물의를 일으켰다.

## 최종 결과
| 득점결과           | 참가자 |
| ------------------ | --- |
| 미스 유니버스 2008 | - 베네수엘라 – 다야나 멘도사 |
| 2위                | - 콜롬비아 – 탈리아나 바르가스 |
| 3위                | - 도미니카 공화국 – 마리안느 크루즈 |
| 4위                | - 러시아 – 베라 크라소바 |
| 5위                | - 멕시코 – 엘리사 나헤라 |
| Top 10             | - 호주 – 로라 던도빅 - 이탈리아 - 클라우디아 페라리스 - 코소보 – 자나 크라스니키 - 스페인 – 클라우디아 모로 - 미국 – 크리스탈 스튜어트 |
| Top 15             | - 체코 – 엘리스카 부츠코바 - 헝가리 - 하스민 담막 - 일본 – 미마 히로코 - 남아프리카 공화국 – 탠시 코에치 - 베트남 – 응웬 투이 럼       |

### 특별상
| 수상               | 참가자                       |
| ------------------ | ---------------------------- |
| 가장 아름다운 인물 | - 멕시코 – 엘리사 나헤라     |
| 미스 상냥함        | - 엘살바도르 – 레베카 모레노 |
| 최고의 민족의상    | - 태국 – 가빈트라 포티작     |
| 미스 아오자이      | - 베네수엘라 – 다야나 멘도사 |

## 같이 보기
- 미스코리아
- 미스 USA
- 미스 월드 2008